# Canuto García
Canuto García Sepúlveda (Pesquería Grande, Nuevo León; 19 de enero de 1839 - Monterrey, Nuevo León; 24 de enero de 1903) fue un abogado y político mexicano que fue gobernador del Estado de Nuevo León en dos ocasiones. Fue primo del  gobernador Genaro Garza García, y a su vez, nieto del también gobernador Joaquín García.

## Biografía
Nació en Pesquería Grande, el 19 de enero de 1839, siendo hijo de don Antonio García y doña María de Jesús Sepúlveda. Estudió en el Seminario de Monterrey y el 20 de mayo de 1864 obtuvo el título de abogado de la Escuela de Jurisprudencia, cuatro días después que su primo, Genaro Garza García, también obtuviera el título de abogado en la misma escuela.
En 1867, a raíz de la ocupación del Ejército Republicano en la ciudad de Monterrey, fue nombrado juez de letras. Años después, tras haberse incorporado a la Revolución de Tuxtepec, fue designado gobernador provisional de Nuevo León, cargo que ocupó sólo durante una semana, del 7 al 12 de diciembre de 1876.
Canuto García fue catedrático y director de la Escuela de Jurisprudencia entre 1878 y 1882. Formó parte de la comisión creada para adoptar los Códigos de Procedimientos Civil y Penal. Asimismo, fue senador por Nuevo León a principios de 1883.
El 4 de octubre de 1883 Canuto García tomó posesión como gobernador constitucional. Durante su periodo administrativo la situación económica de Monterrey —y en general la de todo Nuevo León— fue muy desfavorable porque se redujo la producción; no obstante, se realizaron obras y mejoras materiales en la entidad.
El gobierno de García erigió en villa a la Hacienda de Ramos y rancherías vecinas, dándole el nombre de Doctor González; asimismo, creó la municipalidad de Dávila y Prieto, jurisdicción de Linares, aunque tiempo después fue suprimida por no contar con suficientes recursos propios. De esta época data el establecimiento de los primeros aparatos telefónicos que hubo en Monterrey.
La gestión del licenciado Canuto García en el gobierno estatal concluyó el 4 de octubre de 1885; sin embargo, su sucesión estuvo empañada por brotes de violencia entre los partidarios de los dos contendientes: el licenciado Lázaro Garza Ayala y el licenciado Genaro Garza García. Para controlar la situación, Canuto García se vio obligado a emplear la fuerza pública; a tal grado llegaron las cosas que los periódicos de la capital del país hablaban del estallido de una revolución en Nuevo León en contra del gobernador. Finalmente, tras lo acontecido y realizadas las elecciones, el gobernador García entregó el poder al licenciado Genaro Garza García. Retirado de la vida pública, Canuto García murió en Monterrey el 24 de enero de 1903.
Contrajo matrimonio con Doña Josefa González González, el 12 de noviembre de 1871 en la villa de Marín. Fue padre del alcalde de Monterrey Antonio García González y de Alfredo, Dolores, María, Emilia, María de los Dolores y Josefa García González.